# Сергеева, Светлана Юрьевна
Светла́на Ю́рьевна Серге́ева (род. 26 марта 1986 года, Каргополь, Архангельская область, СССР) — российская легкоатлетка, чемпионка Паралимпийских игр, мира и Европы, рекордсменка мира. Заслуженный мастер спорта России.
Участница эстафеты паралимпийского огня «Сочи 2014».

## Биография
Светлана родилась в Каргополе в 1986 году. Инвалид с рождения – ДЦП с правосторонним гемипарезом. К спорту её приобщили дядя и тётя - учителя физкультуры. Занимается спортом с 2006 года, первый тренер - Кодлозеров Сергей Юрьевич. Закончила Каргопольский техникум по курсу секретарь-референт. В 2011 году Светлана дважды стала серебряным призёром чемпионата мира в забеге на 200 метров и в эстафете 4 по 100 метров. В 2012 году стала паралимпийской чемпионкой в эстафете 4×100 метров. В 2014 году на чемпионате Европы Светлана Сергеева выиграла первое «золото» в метании копья, отправив снаряд на 24 метра и один сантиметр, а в последний день соревнований принесла сборной ещё одну награду в составе эстафетной команды 4×100 метров, установив новый мировой рекорд.

## Награды
- Орден Дружбы (10 сентября 2012 года) — за большой вклад в развитие физической культуры и спорта, высокие спортивные достижения на XIV Паралимпийских летних играх 2012 года в городе Лондоне (Великобритания)[6].
- Заслуженный мастер спорта России.